# Liverpool vs. Arsenal (1989)
El último partido de la Football League First Division de la temporada 1988-89 fue disputado el 26 de mayo de 1989, entre el Liverpool y el Arsenal, en el estadio del Liverpool, Anfield. Fue un partido entre los dos mejores equipos de la First Division, y los dos equipos tenían un puntaje lo suficientemente cercano para disputar un partido decisivo para dirimir el título de liga. Para ganar la liga, el Arsenal necesitaba ganar por lo menos por dos goles, mientras que el Liverpool tenía la ventaja de ser local y de haberse coronado en la FA Cup el fin de semana previo a este partido.
A pesar de no haber sido considerados favoritos para ganar, el Arsenal ganó 0-2, con un gol en el último minuto anotado por Michael Thomas, dando al Arsenal su noveno título de Liga, y negándole al Liverpool la posibilidad de ganar el doblete.
El partido se considera que es una de las definiciones más dramáticas de un campeonato de Liga en la historia del fútbol inglés. También es considerado como el punto de partida de un renacimiento en el fútbol Inglés, tras lo ocurrido en la Tragedia de Heysel, y el momento en que la gente empezó a ver el potencial comercio del fútbol en directo en la televisión, que todavía no tenía una gran difusión.

## Sucesos previos al partido
Originalmente, el partido estaba programado para ser disputado el 23 de abril; sin embargo, tras lo ocurrido en la Tragedia de Hillsborough, el partido fue pospuesto. La reprogramación del partido no fue confirmada hasta después de la Final de la FA Cup de 1989, en la que el Liverpool derrotó al Everton 3-2, lo que significaba que en caso de ganar el título de Liga, así, el Liverpool se convertiría en el primer equipo en la historia en ganar dos dobletes de Liga y Copa.
Arsenal lideró la tabla de clasificación durante gran parte de la temporada. Al finalizar el año 1988, el Arsenal aventajaba al Liverpool en la clasificación por 15 puntos. Sin embargo, la ventaja fue reduciéndose con el correr de los partidos, gracias al gran invicto que mantuvo el Liverpool desde el 1 de enero de 1989, que le permitió ir ascendiendo posiciones en la tabla. Previo al partido en Anfield, el Arsenal perdió ante el Derby County, y empató ante Wimbledon, mientras que el Liverpool había ganado sus dos partidos previos ante el Queens Park Rangers por 2-0, y ante el West Ham United por 5-1, con lo que consiguió superar al Arsenal en la clasificación, tanto por puntos como por diferencia de goles, ubicándose primero. 
En cuanto al aspecto histórico, cabe destacar que el Arsenal no conseguía ganar la Liga desde la temporada 1970-71, mientras que el Liverpool atravesaba su mejor época deportiva, ganando más de 30 títulos desde inicios de los años 1970.
En la víspera del partido, faltando disputar un partido, la clasificación se encontraba de la siguiente manera:
| Pos | Equipo    | PJ | PG | PE | PP | GF | GA | GD  | Pts |
| --- | --------- | -- | -- | -- | -- | -- | -- | --- | --- |
| 1   | Liverpool | 37 | 22 | 10 | 5  | 65 | 26 | +39 | 76  |
| 2   | Arsenal   | 37 | 21 | 10 | 6  | 71 | 36 | +35 | 73  |

Tabla actualizada hasta los partidos disputados el 23 de mayo de 1989. 
Fuente:

### Criterios de desempate
Un triunfo del Arsenal le permitiría alcanzar al Liverpool con 76 puntos. Un triunfo del Arsenal por una diferencia de dos goles le daría el título al Arsenal por goles anotados. Asimismo, un triunfo por más de dos goles los coronaría por diferencia de gol. Cualquier otro resultado —es decir, una victoria de Liverpool, un empate o un triunfo del Arsenal por un gol— habría dado el título a Liverpool. 
En cuanto a antecedentes, Liverpool no había perdido por dos o más goles en Anfield en tres años, mientras que el Arsenal no había ganado allí desde hacía 15 años. Tampoco el Liverpool nunca había sido derrotado con anterioridad, teniendo como delanteros a John Aldridge y a Ian Rush jugando juntos el mismo partido.
En cuanto a posibilidades, el Liverpool fue, por tanto, el favorito para ganar el título. El diario Daily Mirror había redactado en sus secciones deportivas, una noticia que llevaba el titular de «You Haven't Got A Prayer, Arsenal» —traducción: No tienes que rezar, Arsenal—, alegando que el Arsenal no tendría posibilidades de ganar el título.

## Ficha
| 26 de mayo de 1989, 20:05 BST | Liverpool F.C. | 0:2 (0:0) | Arsenal F.C.             | Anfield, Liverpool                                           |                                                              |
|                               |                | Reporte   | Smith 52' · Thomas 90+2' | Asistencia: 41,783 espectadores Árbitro(s): David Hutchinson | Asistencia: 41,783 espectadores Árbitro(s): David Hutchinson |

| Liverpool | Arsenal |

| GK                  | 1  | Bruce Grobbelaar  |     |
| CB                  | 2  | Gary Ablett       |     |
| RB                  | 4  | Steve Nicol       |     |
| CB                  | 6  | Alan Hansen       |     |
| LB                  | 3  | Steve Staunton    |     |
| RM                  | 7  | Ray Houghton      |     |
| CM                  | 5  | Ronnie Whelan (c) |     |
| CM                  | 11 | Steve McMahon     |     |
| LM                  | 10 | John Barnes       |     |
| CF                  | 8  | John Aldridge     |     |
| CF                  | 9  | Ian Rush          | 32' |
| Cambios realizados: |    |                   |     |
| DF                  | 12 | Barry Venison     |     |
| FW                  | 14 | Peter Beardsley   | 32' |
| Entrenador:         |    |                   |     |
| Kenny Dalglish      |    |                   |     |

| GK                  | 1  | John Lukic       |            |
| SW                  | 5  | David O'Leary    |            |
| RB                  | 2  | Lee Dixon        |            |
| CB                  | 6  | Tony Adams (c)   |            |
| CB                  | 10 | Steve Bould      | 76'        |
| LB                  | 3  | Nigel Winterburn |            |
| MF                  | 4  | Michael Thomas   |            |
| MF                  | 7  | David Rocastle   | Amonestado |
| MF                  | 8  | Kevin Richardson | Amonestado |
| MF                  | 11 | Paul Merson      | 73'        |
| CF                  | 9  | Alan Smith       |            |
| Cambios realizados: |    |                  |            |
| MF                  | 12 | Perry Groves     | 76'        |
| MF                  | 14 | Martin Hayes     | 73'        |
| Entrenador:         |    |                  |            |
| George Graham       |    |                  |            |

| Árbitros asistentes: Geoff Banwell (Inglaterra) P. Cullen (Inglaterra) | Reglas generales - 90 minutos de juego, sin tiempo extra ni tanda de penaltis. - Tres puntos para el ganador, ninguno para el perdedor. - Un punto otorgado a cada equipo en caso de empate. - Dos sustitutos designados - Permitidos hasta un máximo de dos cambios. |

## El partido
El partido se llevó a cabo en una cálida noche de primavera. No obstante, el inicio del partido se vio retrasado debido a que muchos seguidores del Arsenal se vieron atrapados en la congestión del tráfico en las zonas cercanas al estadio. Los jugadores del Arsenal, como gesto de solidaridad con las víctimas de la Tragedia de Hillsborough, ingresaron al campo de juego con ramos de flores.

### Primer tiempo
La primera mitad del partido tuvo muy pocas ocasiones de gol; el Arsenal jugó con una formación defensiva de 5-4-1 con David O'Leary en el papel inusual de defensor líbero. a pesar de que el Arsenal no solía jugar de esta manera, esto permitió a los zagueros Lee Dixon y Nigel Winterburn más margen para impulsar y limitar el juego por las bandas de Liverpool. Arsenal hizo todo lo posible para restringir el juego aéreo de Liverpool en los primeros 45 minutos mediante entradas fuertes y rápidos contraataques con pelotas largas: con el flujo del juego interrumpido y el Arsenal anulando el juego del Liverpool, en consecuencia, hubo poco impulso contra las áreas, y pocas ocasiones claras.
La única ocasión real de gol para el Arsenal vino de un centro de Michael Thomas desde la banda derecha que fue recibido por Steve Bould, pero Steve Nicol alcanzó a despejar a córner. Liverpool respondió con un disparo desde fuera del área de Ian Rush después de haber golpeado la pelota en John Aldridge. Sin embargo, poco después, Rush empezó a sentir dolores en la zona de la ingle, por lo que tuvo que ser sustituido por Peter Beardsley a los 32 minutos. Finalizado el primer tiempo, el partido se encontraba 0-0.

### Segundo tiempo
Siete minutos después de la reanudación, Ronnie Whelan fue sancionado por una infracción en el borde del área del Liverpool. Nigel Winterburn ejecutó el tiro libre indirecto, el cual Alan Smith interceptó de cabeza y anotó el 0-1. Los jugadores del Liverpool protestaron, alegando que Smith no había hecho contacto con la pelota, —y por lo tanto, al ser un tiro libre indirecto, el gol debió haber sido anulado— o que hubo falta de David O'Leary. Pese a los reclamos, el gol fue concedido. Tras el partido, O'Leary recordó que ninguno de los jugadores del Liverpool sabía por qué estaban protestando, y las imágenes de la televisión confirmaron efectivamente que Smith alcanzó a tocar la pelota.

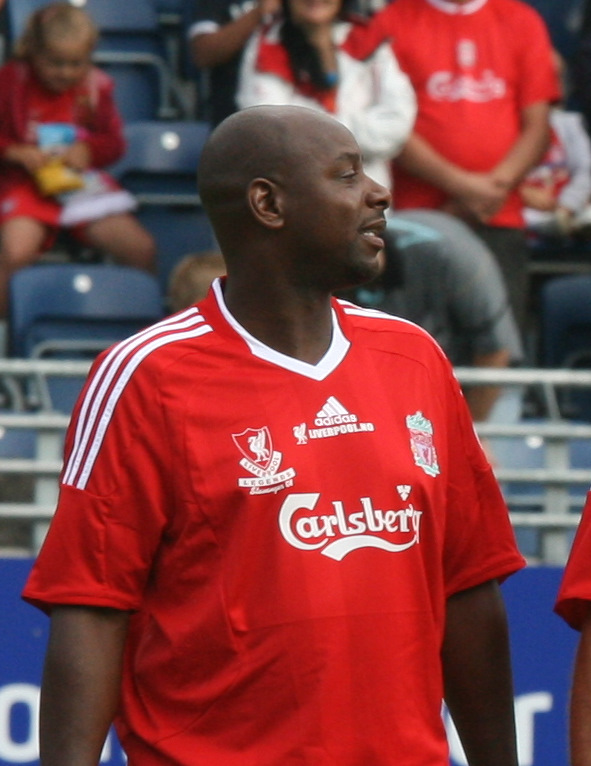
Michael Thomas (en la imagen, usando una camiseta del Liverpool) anotó el segundo gol del Arsenal.

Con el marcador 0-1, el Arsenal comenzó a presionar en el área contraria, pero el Liverpool todavía seguía siendo campeón a pesar de estar perdiendo. En el minuto 74, Michael Thomas recibió la pelota de Richardson, y remató sin marca y cerca del punto de penalti, sin embargo, fue un disparo débil y fue atajado por el arquero Bruce Grobbelaar. En busca de ganar el partido, el entrenador George Graham, hizo ingresar a Martin Hayes y Perry Groves, y rotó hacia una formación más ofensiva de 4-4-2. Esto permitió que comiencen a aparecer algunos espacios en defensa, que le permitieron al Liverpool contraatacar a través de John Barnes y John Aldridge. Aldridge y el mediocampista Ray Houghton tuvieron ocasiones para poder igualar el partido, pero no fueron capaces de capitalizarlas; Houghton cortó un disparo desde la frontal del área, mientras que Aldridge, tras recibir un pase en profundidad se fue solo al área y marcó un gol, que cual fue anulado por fuera de juego. El tiempo transcurría, y finalizaron los 90 minutos reglamentarios de juego con el marcado del 0-1, lo cual todo hacía suponer que el Liverpool iba a ganar el título.
A medida que el tiempo pasaba, una lesión de Kevin Richardson detuvo el juego. Las cámaras de televisión llegaron a mostrar que el centrocampista del Liverpool Steve McMahon le dijo a sus compañeros de equipo que faltaba un minuto por jugar. La lesión significó la adición de tres minutos de descuento. En el período de tiempo de descuento, el Liverpool comenzó a realizar tácticas para dejar pasar el tiempo, tratando de hacer circular la pelota dejando que pase el tiempo, como un pase atrás de Steve McMahon hacia su arquero Grobbelaar. En el segundo minuto de los tres del tiempo de descuento, el Arsenal dio su ataque final. Una corrida del mediocampista John Barnes fue interceptado por Kevin Richardson, quién pasó el balón a su guardameta John Lukic Lukic le entregó la pelota al lateral derecho Lee Dixon, quién lanzó un pelotazo largo hacia Alan Smith, que interceptó de pecho y se la llevó por delante el mediocampista Michael Thomas, quién logró superar la marca de Steve Nicol y corrió al área, ejecutando un remate que pasó por debajo del arquero Grobbelaar para anotar el segundo del Arsenal.
El gol de Thomas fue anotado a falta de 25 segundos para finalizar el partido. Liverpool intentó un último ataque, pero Thomas logró interceptar y pasar el balón de nuevo a Lukic. A continuación, el árbitro David Hutchinson marcó el final de partido. Con el resultado de 0-2, el Arsenal consiguió igualar al Liverpool tanto en puntos (76) como en diferencia de goles (+37), sin embargo, la mayor cantidad de goles anotados (73 por parte del Arsenal, y 65 por parte del Liverpool) fue lo que determinó que el título sea para "Los gunners". Posteriormente, se le fue entregado formalmente el trofeo de campeón al Arsenal.

## Cobertura informativa
El partido fue disputado un día viernes a la noche, un horario inusual para los partidos del fútbol inglés. Fue transmitido en vivo por ITV1, como parte del programa «The Big Match». Este programa transmitía, la mayoría de las semanas de la temporada, un partido en vivo desde 1988 hasta 1992. Más de ocho millones de personas han visto el partido. El presentador del programa fue Elton Welsby y su invitado fue el entrenador de la Selección de fútbol de Inglaterra, Bobby Robson. El relator de la noche fue Brian Moore, cuyo relato del segundo gol del Arsenal fue:

En inglés
Arsenal come streaming forward now in surely what will be their last attack. A good ball by Dixon, finding Smith, for Thomas, charging through the midfield. Thomas, it's up for grabs now! Thomas! Right at the end! An unbelievable climax to the league season.
En español
Arsenal viene adelante en el marcador, ahora está en duda lo que será su último ataque. Un buen balón por Dixon, la búsqueda de Smith, por Thomas, de carga a través del centro del campo. Thomas, que anota! Thomas! Justo al final! Un final increíble para la temporada de liga.

En 2002, fue seleccionado como uno de los diez mejores relatos por el periódico The Observer, mientras que la frase It's up for grabs now fue usada como título de un video conmemorativo del partido, reproducido en formato de DVD.
El comentarista de Moore para el partido era David Pleat, exentrenador del clásico rival del Arsenal, el Tottenham Hotspur. Jim Rosenthal era el ayudante de campo, quien notoriamente le dio una entrevista al capitán del Arsenal Tony Adams en pleno campo de juego poco después de haber recibido el trofeo, lo que significa que estuvo ausente en la fotografía del equipo de celebración para la prensa.
BBC Radio 2 cubrió el partido por radio, con los comentarios de Alan Green y Peter Jones.

## Después del partido
Como campeón de Liga, el Arsenal debería haber participado en la Copa de Europa, sin embargo, no pudo hacerlo debido a que todos los clubes ingleses se le fueron prohibida la participación en cualquier competición organizada por la UEFA, debido a lo ocurrido en la Tragedia de Heysel en 1985. La prohibición no fue levantada hasta una temporada después. El entrenador del Arsenal, George Graham, siguió dirigiendo al club hasta mediados de los años 1990, ganando otro título de Liga en la temporada 1990-91, seguido por un doblete de copas nacionales en la 1992-93 y la Recopa de Europa 1993-94. Liverpool compensó su decepción, ya que consiguió ganar título de Liga en la temporada siguiente, siendo este el último torneo ganado por Liverpool en la First Division One, ya que 2 años después nacería la Premier League y los reds debieron esperar 30 años para volver a la cima del fútbol inglés.
A pesar de su participación en negarle el título al Liverpool, Michael Thomas pasó a jugar irónicamente para el Liverpool entre los años 1991 y 1998, anotando el primer gol de la victoria en la Final de la FA Cup de 1992 ante el Sunderland. Asimismo, en 2007 fue nombrado como uno de los cien mejores jugadores del club de todos los tiempos.

### Cultura popular
Lo acontecido en el partido es un tema esencial en la trama de la película Fever Pitch, lanzada en 1997, que consiste en una adaptación del exitoso libro de Nick Hornby del mismo nombre.

### Legado
En 1999, la cadena de televisión Channel 4 hizo un programa con de los «100 mejores momentos en la televisión», ubicando a la transmisión de este partido en el puesto 60. En 2002, realizó otro programa, de los «100 mejores momentos deportivos», ubicando al partido en el puesto 15. En 2007, el gol de Michael Thomas fue votado como el segundo momento más grande en la historia del Arsenal (segundo por detrás del título de Liga ganado por el Arsenal en la temporada 2003-04). En la temporada 2008-09, a fin de conmemorar 20 años del histórico partido, fue usado un uniforme para los partidos de visitante idéntico al que utilizó en dicha ocasión.
El partido ha sido descrito como un punto de inflexión fundamental en el fútbol de Inglaterra. Un artículo publicado en el diario The Guardian, Jason Cowley observó cómo —tras la victoria del Arsenal— en lugar de generarse disturbios, como había ocurrido en la Tragedia de Heysel con consecuencias fatales, los aficionados del Liverpool se quedaron después del partido y aplaudiendo a la escuadra del Arsenal «como si entendieran que estábamos en el comienzo de algo nuevo, que no habría de regresar a las viejas costumbres». Cowley describe el partido como «la noche en la que el fútbol renació» y que el partido consiguió «reparar la reputación del fútbol».
El partido no sólo es visto como el punto de partida de un «renacimiento» en el fútbol inglés, sino como el momento en que la gente empezó a ver el potencial comercio del fútbol en directo en la televisión.